# Socket FM2+
Socket FM2+ (FM2b) es un zócalo de CPU de AMD para computadoras de escritorio utilizado por las APU Kaveri y Godavari que estén basados en la arquitectura Steamroller. FM2+ tiene una configuración de pin ligeramente diferente al Socket FM2; cuenta con dos pines adicionales, por lo que las APU que usan este zócalo no son compatibles con placas base con Socket FM2. Sin embargo, las APU que usan zócalo FM2 como "Richland" y "Trinity" son compatibles con el zócalo FM2+.
FM2+ posee las siguientes características:
- Los módulos DIMM del tipo ECC son compatibles con el Socket FP3 pero no son compatibles con el zócalo FM2+. Las memoria de tipo GDDR5 o HBM tampoco son compatibles.[2]
- Hay 3 núcleos PCI Express: un núcleo 2 ×16 y dos núcleos 5 ×8. Hay 8 puertos configurables, que se pueden dividir en 2 grupos.:
  - Grupo Gfx: contiene 2 puertos ×8. Cada puerto puede limitarse a anchos de banda más bajos para aplicaciones que requieren menos líneas PCI Express. Además, los dos puertos se pueden combinar para crear un enlace único de ×16 líneas.
  - Grupo GPP: contiene 1 puerto ×4 UMI y 5 puertos de propósito general (General Purpose Ports, en inglés).

Todas las líneas PCIe soportan tasas de transferencia de datos PCIe 2.x, y las líneas Gfx soportan tasas de transferencia de datos PCIe 3.x.
Su contrapartida para equipos móviles es el Socket FP3 (µBGA906).

## Disipador
Los 4 orificios para fijar el disipador a la placa base se colocan en un rectángulo con longitudes laterales de 48 mm y 96 mm para los zócalos de AMD AM2,AM2+,AM3,AM3+ y FM2,Por lo tanto, las soluciones de enfriamiento permiten ser intercambiables.